# Szczecin Niebuszewo
Szczecin Niebuszewo je železniční stanice na trati číslo 406 ze Štětína do Trzebieże. Nádraží se nachází na území štětínského sídliště Niebuszewo-Bolinko v městské části Śródmieście.
Od 30. září 2002 je využívaná již pouze k nákladní dopravě, osobní vlaky zde nezastavují. V souvislosti se spuštěním metropolitní železnice je v plánu rozsáhlá rekonstrukce celé stanice.

## Popis stanice
Stanice zahájila provoz v roce 1898 pod názvem Zabelsdorf. Od roku 1924 se stanice nazývala Stettin Zabelsdorf. Současná nádražní budova byla postavena v roce 1927. Stanice má čtyři dopravní koleje a řadu manipulačních. Ze stanice vycházejí dvě vlečky do štětínské loděnice. Nádražní budova a nástupiště byly spojeny podchodem, který byl po zastavení osobní dopravy zazděn. Na nástupišti je přístřešek se zbytky nákladního výtahu. Železniční doprava je řízena ze dvou stavědel.
Před nádražní budovou se nacházejí konečná tramvaje a autobusové zastávky štětínské dopravy s dopravním spojením do blízkých městských čtvrtí.

## Galerie

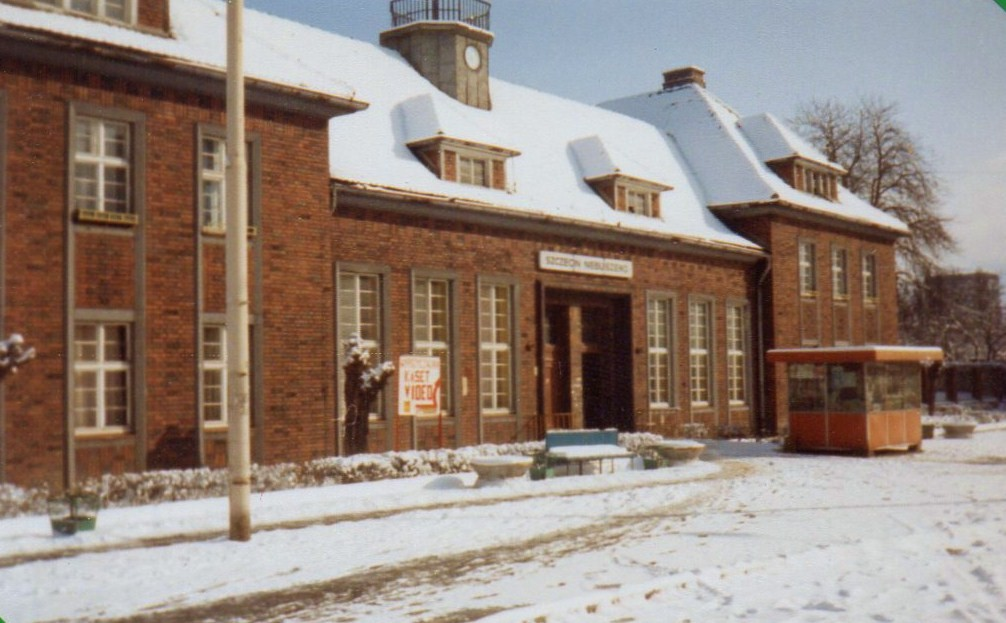
Nádraží v roce 1992 ještě v době osobní dopravy
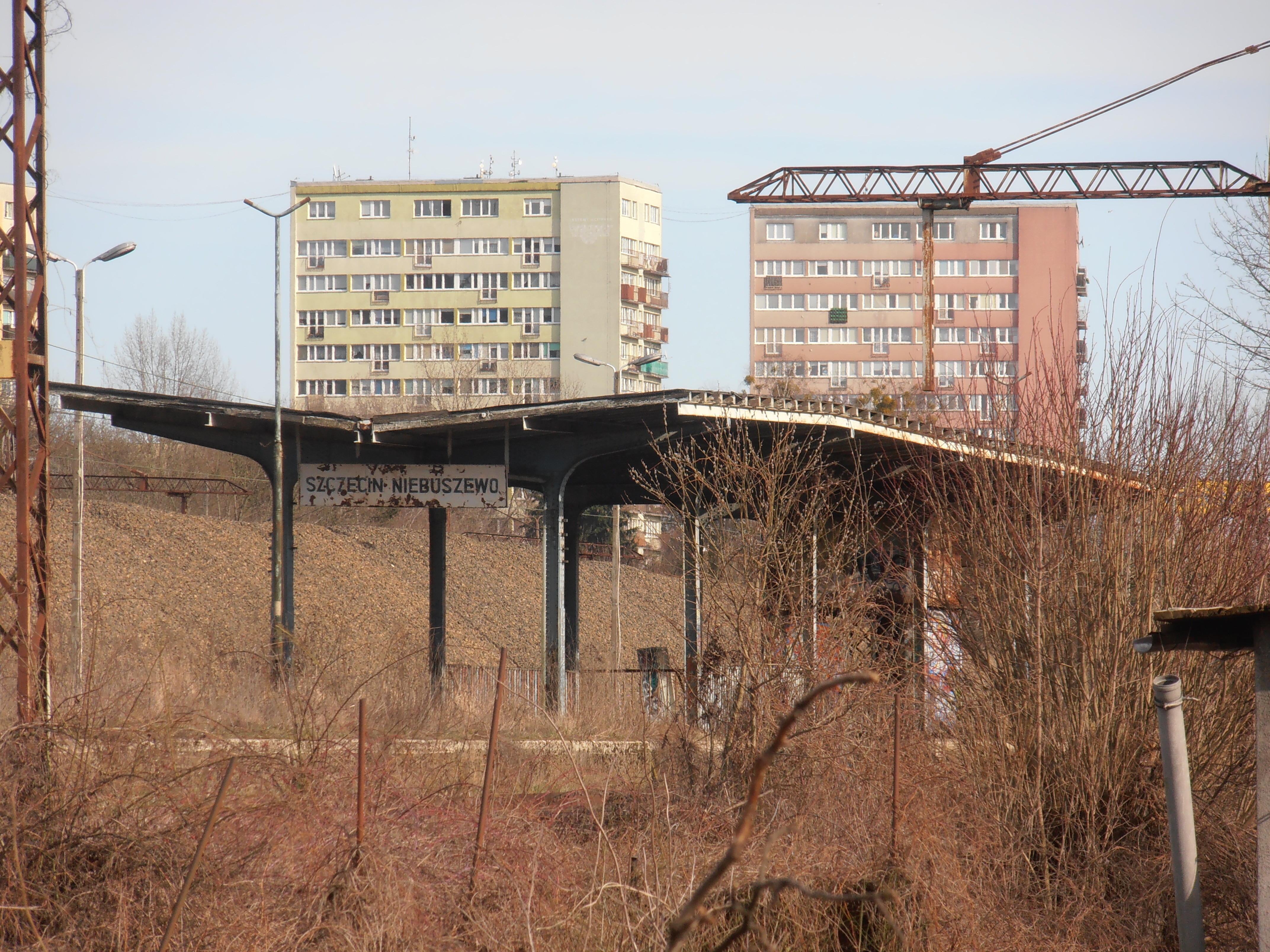
Pohled na nástupiště
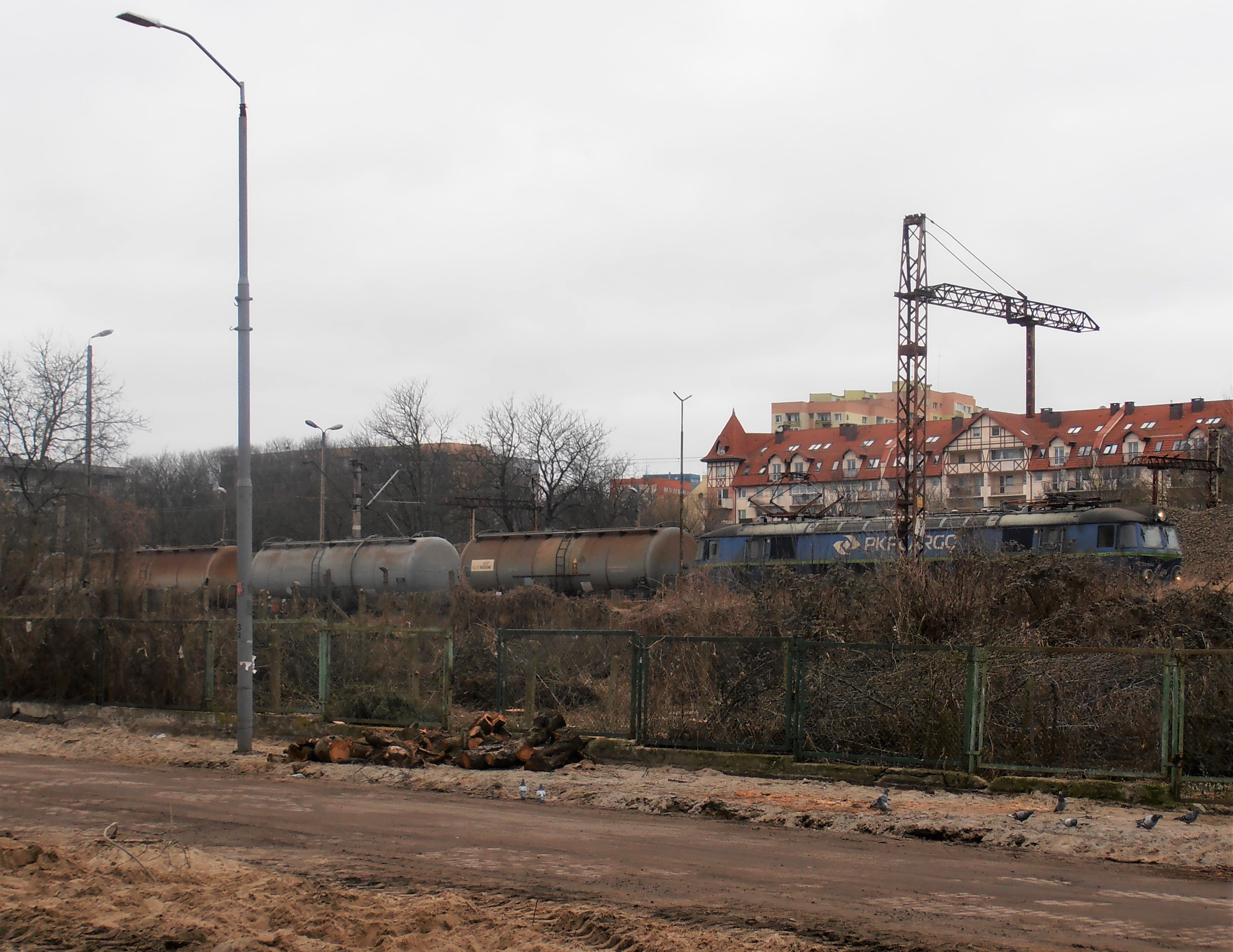
Nákladní vlak s cisternovými vozy projíždí stanicí